# Оддмунн Андерсен
Оддмунн Андерсен (норв. Oddmund Andersen; 21 грудня 1915, М'єндален — 23 листопада 1999, там само) — норвезький футболіст, що грав на позиції захисника за клуб «М'єндален», а також національну збірну Норвегії. Дворазовий володар Кубка Норвегії.

## Клубна кар'єра
У футболі дебютував 1934 року виступами за команду «М'єндален», кольори якої і захищав протягом усієї своєї кар'єри гравця, що тривала дванадцять років. За цей час двічі виборював титул володаря Кубка Норвегії.
| Дата       | Місто      | Господарі  | Результат | Гості     | Турнір           | Голи | Примітки |
| ---------- | ---------- | ---------- | --------- | --------- | ---------------- | ---- | -------- |
| 01.11.1936 | Амстердам  | Нідерланди | 3 – 3     | Норвегія  | товариський матч | -    | 30'      |
| 16.06.1946 | Осло       | Норвегія   | 2 – 1     | Данія     | товариський матч | -    |          |
| 28.06.1946 | Берген     | Норвегія   | 12 – 0    | Фінляндія | товариський матч | -    |          |
| 08.07.1946 | Копенгаген | Данія      | 2 – 0     | Норвегія  | товариський матч | -    | 20'      |
| Усього     |            | Матчів     | 4         |           | Голів            | 0    |          |

Помер 23 листопада 1999 року на 84-му році життя.

## Титули і досягнення
- Володар Кубка Норвегії (2):

«Мйондален»: 1934, 1937